# Mola Adebisi
Ademola Oluwatosin Adetumbo Adebisi (* 15. Februar 1973 in Uelzen) ist ein deutscher Moderator. Er war außerdem als Schauspieler, Synchronsprecher, Tänzer, Musiker und Amateur-Rennfahrer aktiv.

## Leben

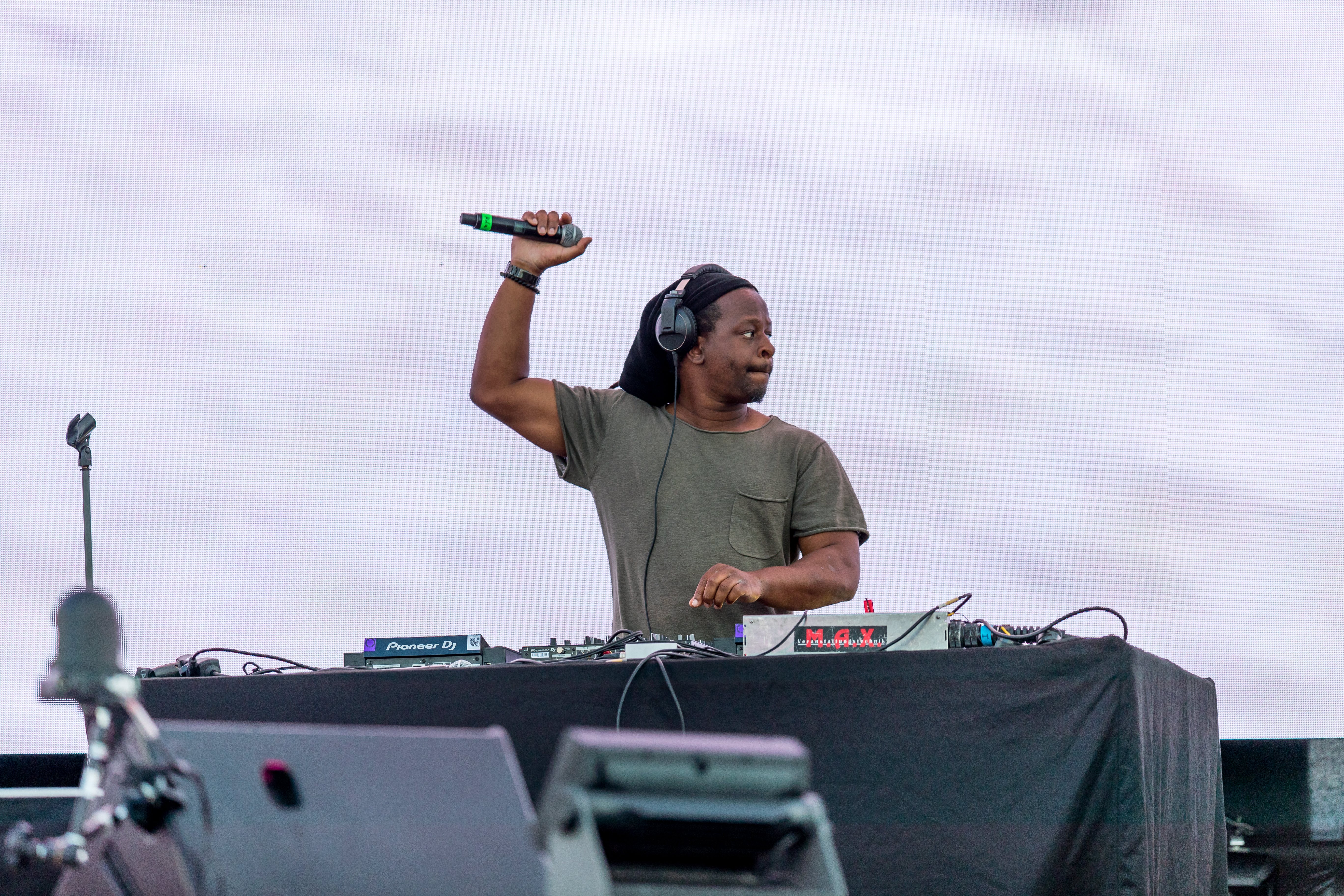
Mola Adebisi als DJ beim Auftritt von Oliver Pocher beim CARStival in Mannheim (2020)

Mola Adebisi wurde im niedersächsischen Uelzen geboren. Seine aus Nigeria stammenden Eltern trennten sich sehr früh. Adebisi wuchs mit seinen Geschwistern bei seiner Mutter in Solingen auf. Dort ging er auf die Albert-Schweitzer-Realschule sowie auf die Friedrich-List-Schule, das spätere Friedrich-List-Berufskolleg Solingen. In seiner Jugend war Adebisi Mitglied in mehreren Sportvereinen. Bei den Rookies der Solingen Hurricanes spielte er American Football. Zudem nahm Adebisi an verschiedenen Breakdance-Wettbewerben teil.
Mit 14 begann Adebisi zu rappen und Hip-Hop zu tanzen. Zusammen mit Götz Gottschalk und Adé Bantu gründete Adebisi 1989 die Jazz-Hip-Hop-Gruppe Exponential Enjoyment, mit der er seine erste Platte veröffentlichte. Ein Jahr später tanzte Adebisi zusammen mit Daniel Aminati und Tyron Ricketts bei der Dancefloor-Formation Bass Bumpers.
Zudem wirkte Adebisi ab 1993 als Gastrapper bei der Gruppe 4 Reeves mit, mit denen er als Gastsänger die Single Karibou veröffentlichte. In den Medien wurde er als „Cousin“ vorgestellt, obwohl er nicht zur Familie gehörte. Bei den Auftritten mit den 4 Reeves begann Adebisi erstmals auch als Moderator zu arbeiten. Durch eine Begegnung mit dem Star-Choreografen Marvin A. Smith, den Adebisi in der Düsseldorfer Tanzschule Werkstatt Tanzbühne e. V. kennenlernte, bekam er sein erstes professionelles Tanzengagement am Düsseldorfer Schauspielhaus in der Rolle des Pepe im Musical West Side Story. Während seines Engagements am Düsseldorfer Schauspielhaus bewarb sich Adebisi bei einem Casting von VIVA.
Adebisi wurde im deutschsprachigen Raum durch seine Moderation beim Musik-Fernsehsender VIVA, bei dem er von 1993 bis 2004 angestellt war, bekannt. Sein Spitzname dort war Käpt’n Mola. Er gehörte zu den am längsten aktiven und ältesten Moderatoren des Senders, bei dem er zahlreiche Sendungen präsentierte, z. B. Interaktiv, Amica TV, Club R'n'B und diverse Chartsendungen. Am 9. Januar 2004 moderierte er seine letzte Interaktiv-Sendung.
1996 kam er mit der Solo-Single Shake That Body in die deutschen Musikcharts, die er während seines Engagements bei der Seifenoper Marienhof aufnahm. Dies konnte er 1997 wiederholen, als er zusammen mit Bed & Breakfast und Sqeezer den Titel Get It Right veröffentlichte. 1997 erschien seine bislang letzte Solo-Single Don’t Give Up.
Von 2001 bis 2006 moderierte Adebisi zudem verschiedene Formate für RTL II (u. a. „The Dome-Backstage“ und „Die dümmsten … der Welt“) und DSF (u. a. die Thai-Kickbox Gala „Superleague“ Live oder die Castingshow „Martial Arts X-treme“). Seit 2003 besitzt Adebisi die deutsche Staatsbürgerschaft. Im gleichen Jahr saß Adebisi neben Kelly Trump in der von Beate-Uhse.TV produzierten Castingshow „Erotikstar sucht die Popp-Stars 2003“.
Im Jahr 2004 produzierte Adebisi für den Kölner Musiksender Onyx.tv das Format R&B Club, das von dem Rapper Trooper Da Don moderiert wurde. Zudem schloss er im gleichen Jahr sein BWL-Studium mit Schwerpunkt Marketing an der Heinrich-Heine-Universität Düsseldorf mit einem Bachelor-Abschluss ab.
Des Weiteren spielte er in diversen Fernsehfilmen und -serien der ARD mit und war zudem Synchronsprecher für die Filme Ali G in da House (2002), bei dem er Sacha Baron Cohen synchronisierte, und Große Haie – Kleine Fische (2004).
Seit 2005 betreibt er zusammen mit dem Schauspieler Mischa Filé (Niedrig und Kuhnt) die Fernsehproduktionsfirma Molali.

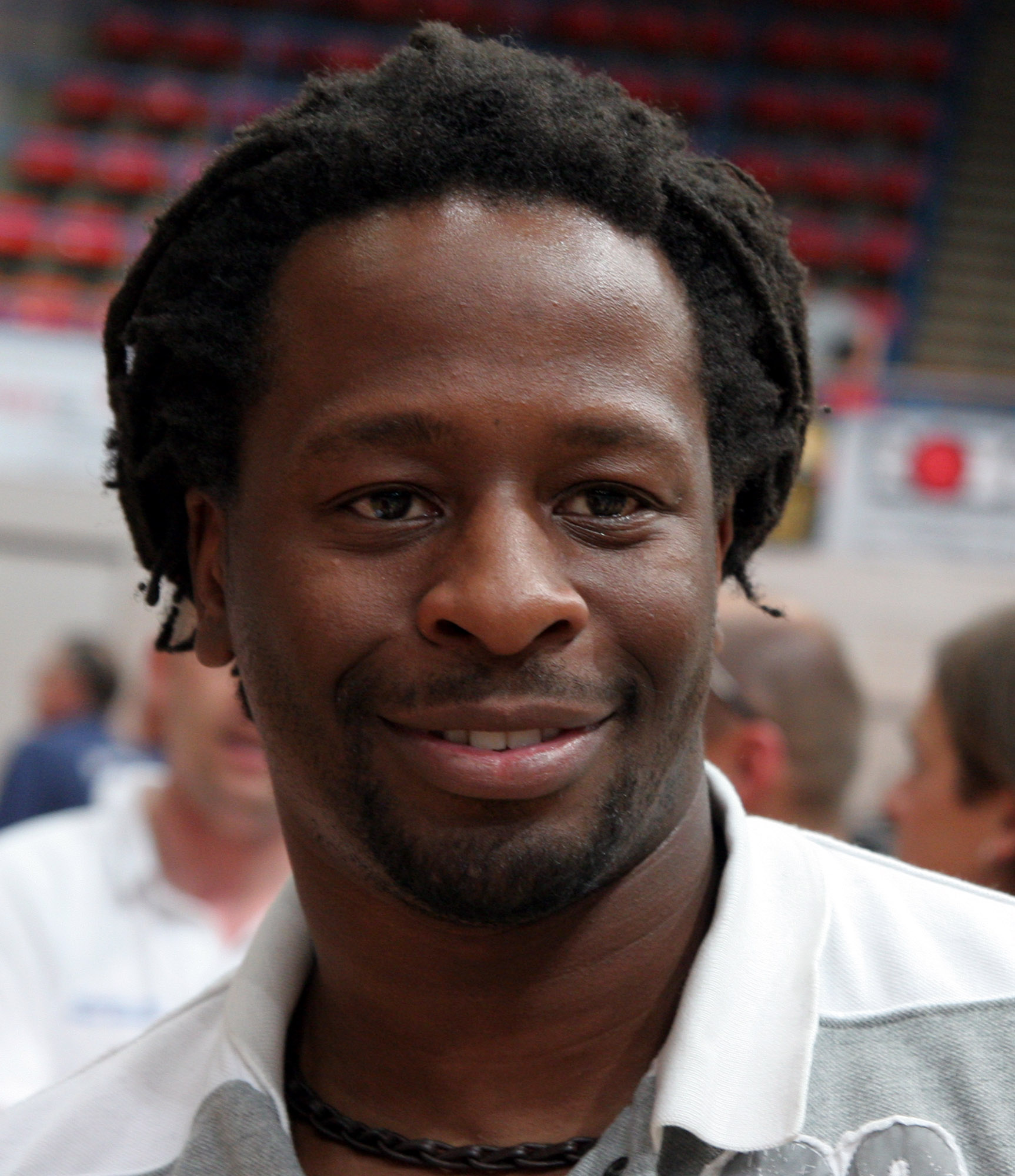
Mola Adebisi (2008)

Unter dem Label „MOLALÎ“ brachte er eine Unterwäschekollektion heraus. Von Mai 2006 bis Ende 2008 war er Programmdirektor bei dem interaktiven Musiksender iM1. Seine Firma, die Molali Entertainment GmbH, beantragte im September 2007 Insolvenz (Az. 73 IN 66/07). Im Jahre 2008 war Adebisi im Film Falco – Verdammt, wir leben noch! zu sehen. Von 2009 bis 2011 wurde Adebisi Executive Consultant beim Internetdienstleister Rapidshare. Zudem protestierte Adebisi für PETA gegen die Käfighaltung von Wildtieren.
Adebisi war zudem häufiger auf der Nürburgring-Nordschleife unterwegs. Als Inhaber der DMSB-Lizenz für Autorennfahrer (Kategorie International C) wurde er 2001 zusammen mit u. a. Smudo auf Lotus Elise beim 24-Stunden-Rennen Zweiter in der Klasse von insgesamt neun Fahrzeugen (Klasse A9/A10 mit Caterham Cars, Donkervoort). Bei sogenannten Touristenfahrten hatte er am 1. April 2002 einen Unfall mit dem Motorrad und kam schwer verletzt ins Bundeswehrzentralkrankenhaus Koblenz. Im Jahr 2008 startete Adebisi als Fahrer des Heilbronner Motorsport-Teams Live-Strip.com Racing erneut bei Rennen im Rahmen der Veranstaltergemeinschaft Langstreckenmeisterschaft Nürburgring und beim 24-Stunden-Rennen auf dem Nürburgring.
Adebisi wirkte in der Jury des Gospel-Awards 2005 mit. Von 2010 bis 2011 war er Moderator und Produzent des Magazins N24 Motor-Motion bei N24. 2012 arbeitete er für die Sommersaison als Schauspieler auf den Karl-May-Spielen Bad Segeberg in der Rolle des Saloonbesitzers Massa Bob. Für das Neo Magazin war er von der vierten bis zur siebten Folge als „Notar“ tätig. Zudem betreibt er gemeinsam mit mehreren Partnern zwei Gastronomie-Betriebe in zwei Duisburger Freibädern: MiMo-Beach im Freibad Wolfssee im Stadtteil Wedau sowie Beach-Club Samonte im Freibad Großenbaum im gleichnamigen Stadtteil. 2013 moderierte Adebisi die Sendung Autolabor auf DMAX und wirkte im Musikvideo zu Get Low von SLT mit.
2013 verlor Adebisi einen Prozess, den er gegen einen früheren Düsseldorfer Nachbarn angestrengt hatte, der sich rassistisch gegenüber ihm und anderen geäußert haben soll.
Im Januar 2014 nahm Adebisi bei der Sendung Ich bin ein Star – Holt mich hier raus! als Kandidat teil und belegte den achten Platz.
Adebisi akzeptierte im Januar 2015 vor dem Amtsgericht Düsseldorf einen Strafbefehl von 90 Tagessätzen à 100 Euro sowie vier Monaten Fahrverbot wegen Fahren ohne Fahrerlaubnis. Er gab zu, dreimal ohne Führerschein und mit überhöhter Geschwindigkeit gefahren zu sein.
2021 war Adebisi einer der Teilnehmer von Das Sommerhaus der Stars – Kampf der Promipaare.
Adebisi lebt in Solingen und ist ein Bruder der Autorin Adetoun Küppers-Adebisi. Seit 2024 ist er verheiratet und Vater eines Sohnes.
Mola Adebisi verbindet mit Oliver Pocher nach eigenen Angaben eine langjährige Freundschaft.

## Film und Fernsehen

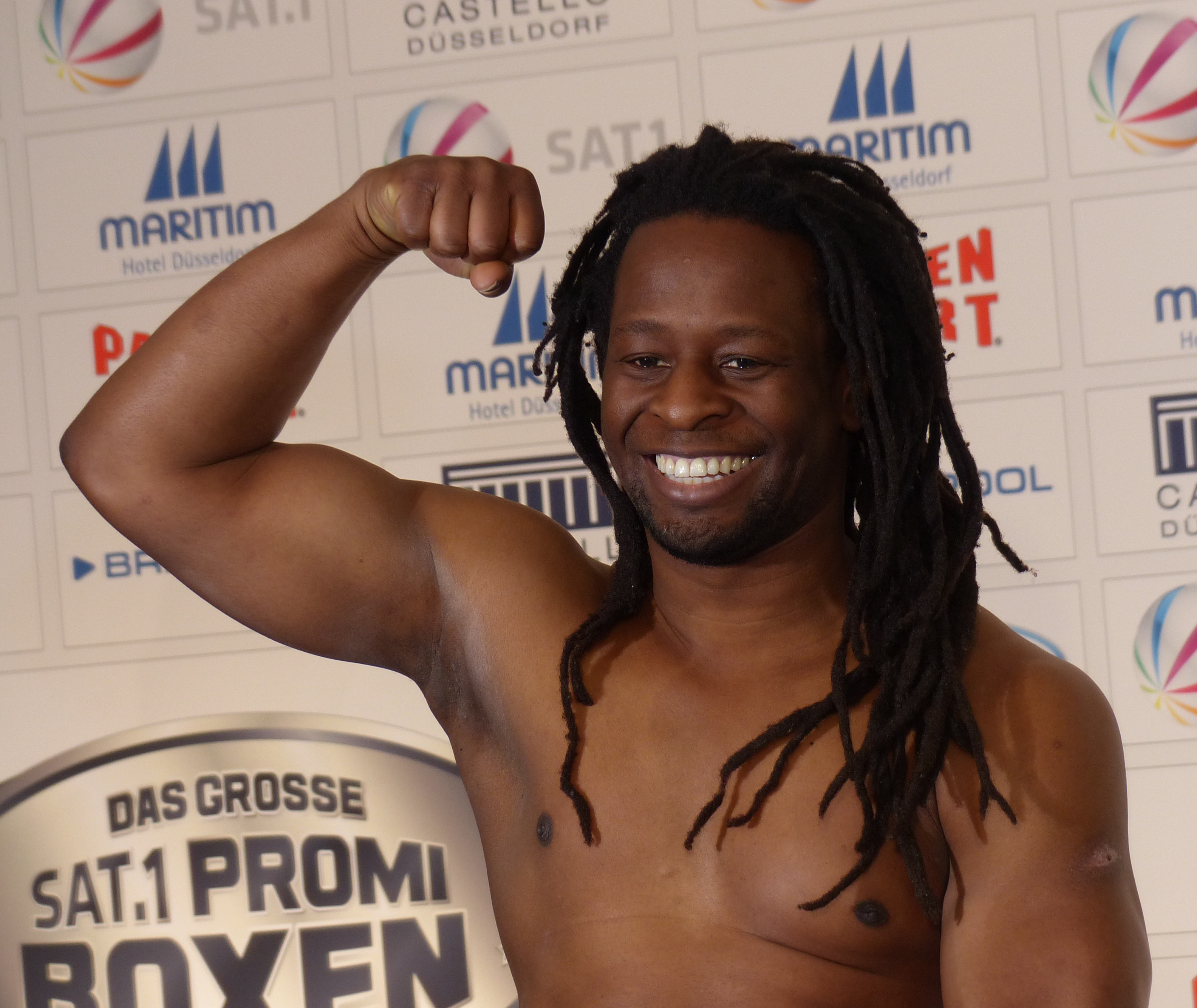
Mola Adebisi beim offiziellen Wiegen fürs Promiboxen 2013

### Als Schauspieler
- 1995: Jede Menge Leben
- 1996: Der Trip – Die nackte Gitarre 0,5
- 1996–1997: Marienhof
- 1997: Einsatz Hamburg Süd
- 1999: alphateam – Die Lebensretter im OP
- 1999: Sieben Tage bis zum Glück
- 2008: Falco – Verdammt, wir leben noch!
- 2011: Alarm für Cobra 11 – Die Autobahnpolizei
- 2024: Die Passion

### Als Synchronsprecher
- 2002: Ali G in da House
- 2004: Große Haie – Kleine Fische

### Sonstige Fernsehauftritte
Mola Adebisi trat in mehreren Fernsehproduktionen als Kandidat oder Darsteller auf:
- 2003: RTL Promi-Boxen II
- 2003: Erotikstar sucht die Popp-Stars 2003
- 2005: TV total Stock Car Crash Challenge
- 2009: Das perfekte Promi-Dinner
- 2009: Yes We Can Dance
- 2013: Das große Sat.1 Promi-Boxen
- 2013: Neo Magazin
- 2014: Ich bin ein Star – Holt mich hier raus!
- 2014: Das perfekte Promi-Dinner Dschungel – Spezial
- 2017: ZDFzeit No-Name oder Marke (1) – Der große Lebensmittel-Test mit Nelson Müller
- 2017: Die große ProSieben Völkerball Meisterschaft
- 2018: Luke! Die 2000er und ich
- 2021: Die schlechtesten Filme aller Zeiten
- 2021: Das Sommerhaus der Stars – Kampf der Promipaare
- 2023: Die VIVA-Story – zu geil für diese Welt!
- 2024: Ich bin ein Star – Showdown der Dschungel-Legenden

## Diskografie
- 1996: Shake that Body
- 1997: Get It Right (mit Sqeezer & Bed & Breakfast)
- 1997: Don’t Give Up

## Bücher
- Zwischen Rassenhass und Promihype. App2media 2013, ISBN 978-0-9855980-1-3.
- 90er Reloaded: VIVA, Boygroups & Me. Plaza 2019, ISBN 978-3-95843-895-8.